# Sahagún (Spanje)
Sahagún is een gemeente in de Spaanse provincie León in de regio Castilië en León met een oppervlakte van 123,64 km². Sahagún telt 2.645 inwoners (1 januari 2016). Centrum van een landbouwgebied.
Het is een bekende etappeplaats voor pelgrims op de camino de Santiago. In het dorp staan twee middeleeuwse kerken - uit 12e en 13e eeuw - beide in romaanse mudéjarstijl.
De bekendste inwoner die Sahagún heeft voortgebracht is ongetwijfeld Bernardino de Sahagún (1499-1590), missionaris, monnik, mexicanist en etnograaf avant la lettre.